# Hirogawa
Hirogawa (Japans: 広川町,Hirogawa-cho) is een  gemeente  in het district  Arida van de Japanse prefectuur Wakayama, Japan. Begin  2008 had de gemeente een geschatte bevolking van 7895 inwoners en een bevolkingsdichtheid van 121  inwoners per km². De totale oppervlakte van deze gemeente is 65,31 km².  

## Geografie
Op het grondgebied van de gemeente bevindt  zich een deel van het Kii-gebergte met pieken tussen 458 m tot 1269 m.  In deze bergen ontspringen de rivieren Aridagawa en Hidokagawa. 
De gemeente wordt begrensd door :
- District Arida
  - Yuasa
  - Aridagawa
- District Hidaka
  - Yura
  - Hidaka
  - Hidakagawa

## Geschiedenis
- Hirogawa  werd op 1 april  1955 tijdens de grote Showa-fusie een gemeente (cho) .
- Op 1 april 1996 werd de uitspraak van de gemeente gewijzigd van Hirokawa naar Hirogawa.

## Partnerstad
Hirogawa  heeft een stedenband met :
- Chosi,  Chiba

## Verkeer

### Wegen
- Hirogawa  ligt aan de Hanwa-autosnelweg
  - afrit 28 Hirogawa
  - afrit 28-1 Hirogawa  Minami
- Hirogawa  ligt aan de nationale Autoweg 42.

### Trein
- JR West: Station Hirokawa

Via de Kisei-lijn is het 50 min tot Station Wakayama

## Geboren in Hirogawa
- Hiroyoshi Nishi, een Japans politicus van de Komeito-partij. Hij zetelt in het Japanse Lagerhuis.